# Okujou no Yurirei-san
Kindred Spirits on the Roof (яп. 屋上の百合霊さん Окудзё но Юрирэй-сан, Okujou no Yurirei-san) — визуальный роман в жанре юри, разработанный компанией Liar-soft для платформы Microsoft Windows и выпущенный в 2012 году. Игра была лицензирована на Западе и переведена на английский компанией MangaGamer. Локализованная версия вышла 12 февраля 2016 года.

## Геймплей
Основной геймплей игры типичен для визуальных новелл: игрок читает текст, наблюдая за сменой иллюстраций, а временами делает выбор из нескольких вариантов. Выбор влияет на дальнейшее развитие событий.
В игре также присутствует календарь, в котором по дням отмечены все события, в которых участвовала главная героиня игры Юна. В некоторых событиях игроку нужно будет сделать выбор, чтобы открыть новые события и тем самым продвигаться дальше. Календарь начинается с апреля и заканчивается в ноябре. События в календаре делятся на три вида: сюжетные, второстепенные и дополнительные. Сюжетные события рассказывают историю Юны, в которых она пытается найти способ помочь Сати и Мэгуми перейти в иной мир, а также о её отношениях с Фудзи и Хиной (в календаре они помечены медвежонком). Второстепенные события рассказывают об отношения второстепенных персонажей друг с другом (в календаре они помечены вишней). Дополнительные события рассказывают истории после прохождения основных событий (в календаре они помечены яблоком). По мере прохождения игры открываются бонусные материалы, такие как музыка и арты.

## Сюжет
Юна Тооми, ученица второго года старшей женской школы, загадочным образом получает способность видеть и разговаривать с призраками двух бывших учениц этой школы: Сати Эноки и Мэгуми Нагатани. При жизни девушки были влюблены в других девушек, а после смерти из-за своих сожалений стали призраками, встретились и влюбились в друг друга. Они не могут перейти в иной мир из-за удерживающих их сожалений, а точнее, как они говорят Юне, из-за того, что они хотят стать едины душой и телом, но не знают, как осуществить последнее. Однако у них есть план — они хотят, чтобы Юна помогла им устроить в школе «Юри-топию», чтобы они могли увидеть то, что им не суждено было испытать при жизни и тем самым попасть в иной мир. Для этого Юна должна будет помочь влюбленным парочкам в своей школе наладить отношения.

## Персонажи

### Главные
- Юна Тооми (яп. 遠見 結奈 Тооми Юна) — главная героиня истории и ученица старшей школы, второй год обучения. Она по неизвестным причинам может видеть призраков. Юна добрая и общительная девушка. В средней школе состояла в кулинарном клубе, где перед выпуском выиграла межшкольные соревнования по готовке, но другим членам клуба это не понравилось и Юну втайне ненавидели, а в день выпуска она случайно подслушала осуждения в её адрес, после чего ей некоторое время было неприятно заниматься готовкой. Её близкими друзьями являются Фудзи Ано и Хина Комано.

Сэйю — Кавасами Рино
- Сати Эноки (яп. 榎木 サチ Эноки Сати) — девушка-призрак и возлюбленная Мэгуми. Она добрая и спокойная девушка.

Сэйю — Тагаида Сизуку
- Мэгуми Нагатани (яп. 永谷 恵 Нагатани Мэгуми) — девушка-призрак и возлюбленная Сати. Энергичная и весёлая девушка.

Сэйю — Дзюнко Кусаянаги
- Хина Комано (яп. 狛野 比奈 Комано Хина) — соседка Юны и её близкая подруга. Учится в той же школе что и Юна, первый год обучения. Она спортсменка и состоит в атлетическом клубе. Её наставниками являются Мию Инамото и Мацури Амисима. Влюблена в Юну.

Сэйю — Канэда Махиру
- Фудзи Ано (яп. 阿野 籐 Ано Фудзи) — близкая подруга Юны и её одноклассница. Она весёлая и умная девушка. Ей нравится тема юри.

Сэйю — Тогаси Кэй

### Второстепенные
- Мики Аихара (яп. 相原 美紀 Аихара Мики) (озвучена Мисуми Нанахо) — третий год обучения. Очень добрая и ласковая девушка. Влюблена в Сэину.
- Сэина Маки (яп. 牧 聖苗 Маки Сэина) (озвучена Окава Мио) — первый год обучения, одноклассница Хины. Скромная и застенчивая молодая девушка. Влюблена в Мики.
- Мию Инамото (яп. 稲本 美夕 Inamoto Miyu) (озвучена Ноцуки Махиру) — третий год обучения и лидер спортивного клуба. Она наставница Хины и лучшая подруга Мацури. Влюблена в Мацури.
- Мацури Амисима (яп. 網島 茉莉 Amishima Matsuri) (озвучена Окава Мио) — третий год обучения и заместительница Мию. Также является наставницей Хины. Влюблена в Мию.
- Аки Ариу (яп. 有遊 愛来 Ariu Aki) (озвучена Тогаси Кэй) — второй год обучения и лидер клуба по дисциплине. Очень спокойная и уверенная в себе девушка. Влюблена в Ёку.
- Ёка Коба (яп. 古場 陽香 Koba Youka) (озвучена Rita) — второй год обучения, одноклассница Юны. Больше всего она любит слушать музыку и играть на гитаре. Она мечтает создать свою собственную рок-группу. Влюблена в Аки.
- Кири Цуругиминэ (яп. 剣峰 桐 Tsurugimine Kiri) (озвучена Харуна Рэн) — второй год обучения. Она добрая и спокойная девушка. Влюблена в Цукуё.
- Цукуё Соно (яп. 園生 月代 Sonou Tsukuyo) (озвучена Дзюнко Кусаянаги) — школьный учитель. Энергичная и весёлая девушка. Влюблена в Кири.
- Уми Итики (яп. 一木 羽美 Итики Уми) (озвучена Канэда Махиру) — второй год обучения. Весёлая и общительная девушка. Её близкими друзьями являются Нэна Мияма и Саса Футано. Влюблена в последнюю.
- Саса Футано (яп. 双野 沙紗 Футано Саса) (озвучена Харуна Рэн) — второй год обучения, подруга Уми. Внешне холодная, но глубоко внутри дорожит своими друзьями. Влюблена в Уми.
- Нэна Мияма (яп. 三山 音七 Мияма Нэна) (озвучена Ноцуки Махиру) — второй год обучения, подруга Уми. Вечно уставшая и сонная девушка.

## Отзывы
MangaGamer анонсировала, что игра выйдет на Западе в Steam без цензуры или вырезанных сцен. До этого все игры в Steam с контентом для взрослых выходили с цензурой, что сделало Kindred Spirits on the Roof практически первой игрой для взрослых, вышедшей на платформе без какой-либо цензуры. Anime News Network процитировали ведущего переводчика MangaGamer:
Это значимая новость для индустрии в целом... Появление откровенных описаний однополых отношений на подобной крупной платформе является истинным доказательством непредвзятости нашего общества и растущего интереса к взрослым развлечениям, которыми смогут наслаждаться самые разные люди.
Оригинальный текст (англ.)This is monumental news for the industry as a whole…Seeing frank depictions of same-sex relationships welcomed on such a major gaming platform is a true testament to the open-mindedness of our society and the growing desire for mature entertainment that people of all walks of life can enjoy.
PC Gamer отметили, что это событие может показать готовность к смене стереотипов, определяющих возрастные рейтинги игр и позволяющих изображать стрельбу и убийства, но запрещающих показ обнаженной женской груди.